# Sałhyr
Sałhyr (ukr. Салгир; ros. Салгир, Sałgir; krymskotat. Salğır) – rzeka na Ukrainie, w Republice Autonomicznej Krymu, najdłuższa rzeka Półwyspu Krymskiego.
Powstaje z połączenia potoków Anhara i Kyzył-Koba na północnych stokach Gór Krymskich, wpływa do Sywaszu. Posiada rozbudowany system nawadniający, leży nad nią Symferopol.
Długość rzeki wynosi 232 km, a powierzchnia dorzecza 4010 km².